# Ceropegieae
Ceropegieae és una tribu de plantes que pertany a la família de les Apocynaceae (ordre Gentianales). Aquesta tribu es divideix en les següents subtribus.
Dins d'aquesta tribu es troben nombroses plantes suculentes, amb la característica d'emmagatzemar aigua a la tija. 34 gèneres pertanyents a aquesta tribu són natius quasi exclusivament del continent africà.

## Subtribus
| - Anisotominae - Heterostemminae | - Leptadeniinae - Stapeliinae |